# 洗馬站 (日本)
洗馬站（日语：／ Seba eki */?）是東海旅客鐵道（JR東海）中央本線的鐵路車站，位於日本長野縣鹽尻市大字宗賀洗馬。

## 歷史
- 1909年（明治42年）12月1日：開業，為鐵道省的一個車站。
- 1949年（昭和24年）6月1日：成為日本國有鐵道的一個車站。
- 1972年（昭和47年）11月30日：貨運業務停止辦理。
- 1987年（昭和62年）4月1日：國鐵分割民營化，成為東日本旅客鐵道的一個車站。

## 車站結構
側式月台1面1線和島式月台1面2線的地面車站。

### 月台配置
| 月台 | 路線     | 方向         | 目的地             |
| ---- | -------- | ------------ | ------------------ |
| 1    | 中央本線 | 下行         | 鹽尻、長野方向     |
| 2    | 中央本線 | （預備月台） | （預備月台）       |
| 3    | 中央本線 | 上行         | 中津川、名古屋方向 |

## 车站周边
- 平出遺跡、平出歴史公園
- 宗賀小學
- 国道19号
- 長興寺
- 中山道 洗馬宿
- 鹽尻市役所宗賀支所

## 相鄰車站
東海旅客鐵道（JR東海）
 中央本線
■普通
鹽尻－洗馬－日出鹽